# علی قاسم
علی قاسم (انگلیسی: Ali Qasim؛ زادهٔ ۵ مارس ۱۹۹۶) بازیکن فوتبال اهل عراق است.
از باشگاه‌هایی که در آن بازی کرده‌است می‌توان به باشگاه ورزشی المینا اشاره کرد.
وی همچنین در تیم‌های ملی فوتبال زیر ۱۷ سال عراق، زیر ۲۳ سال عراق، و عراق بازی کرده‌است.